# Parlamentswahlen in Niger 1970
Die Parlamentswahlen in Niger 1970 fanden am 22. Oktober 1970 statt. Gewählt wurden die fünfzig Abgeordneten der Nationalversammlung Nigers.

## Hintergrund
Während der Ersten Republik (1960–1974) gab es in Niger ein Einparteiensystem der Nigrischen Fortschrittspartei (PPN-RDA) unter Staatspräsident Hamani Diori. Die Parlamentswahlen von 1970 waren weder kompetitiv noch frei. Es waren nur Kandidaten einer PPN-RDA-Liste zugelassen. Die Frauenorganisation Union des Femmes du Niger bemühte sich erfolglos darum, dass auch Frauen auf der Liste vertreten waren. Die Wahlen fanden mit dem Ende der vorgesehenen fünfjährigen Legislaturperiode der Nationalversammlung statt. Staatspräsident Hamani Diori hatte sich kurz zuvor, bei den Präsidentschaftswahlen am 1. Oktober 1970, wiederwählen lassen.

## Ergebnisse
Von 1.906.283 registrierten Wählern gingen offiziell 1.851.146 zu den Urnen. Dies entspricht einer Wahlbeteiligung von 97,1 %. 1.850.968 Stimmzettel wurden als gültig und 178 als ungültig gewertet.
| Partei                                 | Stimmenanzahl | Stimmenanteil | Sitze |
| -------------------------------------- | ------------- | ------------- | ----- |
| Nigrische Fortschrittspartei (PPN-RDA) | 1.850.968     | 100 %         | 50    |
| Gesamt                                 | 1.850.968     | 100 %         | 50    |

## Folgen
Am 21. November 1970 nahm Staatspräsident Hamani Diori eine Regierungsumbildung vor. Als Präsident der Nationalversammlung blieb Boubou Hama im Amt. Die Erste Republik endete am 15. April 1974 mit dem Staatsstreich durch Seyni Kountché, der auch die Nationalversammlung auflösen ließ. Während des Régime d’exception (1974–1989) gab es kein nigrisches Parlament.